# Giro del Delfinato 1959
Il Giro del Delfinato 1959, tredicesima edizione della corsa, si svolse dal 1º al 7 giugno su un percorso di 1394 km ripartiti in 7 tappe (la settima suddivisa in due semitappe), con partenza e arrivo a Grenoble. Fu vinto dal francese Henri Anglade della Liberia-Hutchinson davanti ai suoi connazionali Raymond Mastrotto e Roger Rivière.

## Tappe
| Tappa  | Data      | Percorso                                | km   | Vincitore di tappa | Leader cl. generale |
| ------ | --------- | --------------------------------------- | ---- | ------------------ | ------------------- |
| 1ª     | 1º giugno | Grenoble > Vals-les-Bains               | 198  | José Segú          | José Segú           |
| 2ª     | 2 giugno  | Vals-les-Bains > Avignone               | 220  | Gilbert Salvador   | Henri Anglade       |
| 3ª     | 3 giugno  | Avignone > Gap                          | 208  | Marcel Queheille   | Henri Anglade       |
| 4ª     | 4 giugno  | Gap > Chambéry                          | 177  | Marcel Rohrbach    | Henri Anglade       |
| 5ª     | 5 giugno  | Chambéry > Thonon-les-Bains             | 185  | Raymond Mastrotto  | Henri Anglade       |
| 6ª     | 6 giugno  | Thonon-les-Bains > Villeurbanne         | 213  | Otto Altweck       | Henri Anglade       |
| 7ª-1ª  | 7 giugno  | Saint-Fons > Vienne (cron. individuale) | 42   | Roger Rivière      | Henri Anglade       |
| 7ª-2ª  | 7 giugno  | Vienne > Grenoble                       | 151  | Otto Altweck       | Henri Anglade       |
| Totale | Totale    | Totale                                  | 1394 |                    |                     |

## Dettagli delle tappe

### 1ª tappa
- 1º giugno: Grenoble > Vals-les-Bains – 198 km

| Pos. | Corridore         | Squadra | Tempo |
| ---- | ----------------- | ------- | ----- |
| 1    | José Segú         | KAS     |       |
| 2    | Raymond Mastrotto | Rapha   |       |
| 3    | Marcel Rohrbach   | Peugeot |       |

| Pos. | Corridore | Squadra | Tempo |
| ---- | --------- | ------- | ----- |
| 1    | José Segú | KAS     |       |

### 2ª tappa
- 2 giugno: Vals-les-Bains > Avignone – 220 km

| Pos. | Corridore            | Squadra | Tempo |
| ---- | -------------------- | ------- | ----- |
| 1    | Gilbert Salvador     | Liberia |       |
| 2    | Juan Campillo Garcia | Faema   |       |
| 3    | Henri Anglade        | Liberia |       |

| Pos. | Corridore     | Squadra | Tempo |
| ---- | ------------- | ------- | ----- |
| 1    | Henri Anglade | Liberia |       |

### 3ª tappa
- 3 giugno: Avignone > Gap – 208 km

| Pos. | Corridore             | Squadra | Tempo |
| ---- | --------------------- | ------- | ----- |
| 1    | Marcel Queheille      | Mercier |       |
| 2    | Richard Van Genechten | Peugeot |       |
| 3    | André Le Dissez       | Mercier |       |

| Pos. | Corridore     | Squadra | Tempo |
| ---- | ------------- | ------- | ----- |
| 1    | Henri Anglade | Liberia |       |

### 4ª tappa
- 4 giugno: Gap > Chambéry – 177 km

| Pos. | Corridore       | Squadra       | Tempo |
| ---- | --------------- | ------------- | ----- |
| 1    | Marcel Rohrbach | Peugeot       |       |
| 2    | Roger Rivière   | Saint-Raphaël |       |
| 3    | Valentin Huot   | Mercier       |       |

| Pos. | Corridore     | Squadra | Tempo |
| ---- | ------------- | ------- | ----- |
| 1    | Henri Anglade | Liberia |       |

### 5ª tappa
- 5 giugno: Chambéry > Thonon-les-Bains – 185 km

| Pos. | Corridore         | Squadra | Tempo |
| ---- | ----------------- | ------- | ----- |
| 1    | Raymond Mastrotto | Rapha   |       |
| 2    | Joseph Groussard  | Helyett |       |
| 3    | Gérard Saint      | Rapha   |       |

| Pos. | Corridore     | Squadra | Tempo |
| ---- | ------------- | ------- | ----- |
| 1    | Henri Anglade | Liberia |       |

### 6ª tappa
- 6 giugno: Thonon-les-Bains > Villeurbanne – 213 km

| Pos. | Corridore      | Squadra       | Tempo |
| ---- | -------------- | ------------- | ----- |
| 1    | Otto Altweck   | Torpedo       |       |
| 2    | Joseph Thomin  | Liberia       |       |
| 3    | Nicolas Barone | Saint-Raphaël |       |

| Pos. | Corridore     | Squadra | Tempo |
| ---- | ------------- | ------- | ----- |
| 1    | Henri Anglade | Liberia |       |

### 7ª tappa - 1ª semitappa
- 7 giugno: Saint-Fons > Vienne (cron. individuale) – 42 km

| Pos. | Corridore         | Squadra       | Tempo |
| ---- | ----------------- | ------------- | ----- |
| 1    | Roger Rivière     | Saint-Raphaël |       |
| 2    | Raymond Mastrotto | Rapha         |       |
| 3    | Henri Anglade     | Liberia       |       |

| Pos. | Corridore     | Squadra | Tempo |
| ---- | ------------- | ------- | ----- |
| 1    | Henri Anglade | Liberia |       |

### 7ª tappa - 2ª semitappa
- 7 giugno: Vienne > Grenoble – 151 km

| Pos. | Corridore        | Squadra  | Tempo |
| ---- | ---------------- | -------- | ----- |
| 1    | Otto Altweck     | Torpedo  |       |
| 2    | Anatole Novak    | Helyett  |       |
| 3    | Roger Vindevogel | Flandria |       |

| Pos. | Corridore         | Squadra       | Tempo     |
| ---- | ----------------- | ------------- | --------- |
| 1    | Henri Anglade     | Liberia       | 35h58'07" |
| 2    | Raymond Mastrotto | Rapha         | a 17"     |
| 3    | Roger Rivière     | Saint-Raphaël | a 6'57"   |

## Classifiche finali

### Classifica generale
| Pos. | Corridore         | Squadra                   | Tempo     |
| ---- | ----------------- | ------------------------- | --------- |
| 1    | Henri Anglade     | Liberia-Hutchinson        | 35h58'07" |
| 2    | Raymond Mastrotto | Rapha-R. Geminiani-Dunlop | a 17"     |
| 3    | Roger Rivière     | Saint-Raphaël             | a 6'57"   |
| 4    | Jean Dotto        | Liberia-Hutchinson        | a 8'05"   |
| 5    | André Le Dissez   | Mercier-BP-Hutchinson     | a 8'34"   |
| 6    | Marcel Rohrbach   | Peugeot-BP-Dunlop         | a 8'58"   |
| 7    | Louis Rostollan   | Helyett-Leroux-Fynsec     | a 11'11"  |
| 8    | Valentin Huot     | Mercier-BP-Hutchinson     | a 11'16"  |
| 9    | José Segú         | KAS                       | a 11'41"  |
| 10   | Stéphane Lach     | Peugeot-BP-Dunlop         | a 12'12"  |